# Erika Norwich
Erika Norwich (Trondheim, 20 oktober 1999) is een Noors zangeres en songwriter. Ze nam samen met Super Rob deel aan de Noorse Melodi Grand Prix 2024 met het nummer My AI.

## Biografie
Norwich nam op zestienjarige leeftijd in 2016 deel aan de Noorse Idols, waar ze de halve finales wist te behalen. Twee jaar later begon ze aan haar studie aan het Liverpool Institute fot Performing Arts. In 2020 nam ze deel aan Norsk Melodi Grand Prix, de Noorse preselectie voor het Eurovisiesongfestival. Ze nam deel aan een gedeelte van het nummer Vertigo van Thomas Løseth, maar werd niet zelf als kandidaat benoemd. Naast haar zangcarrière is Norwich ook actief op het platform TikTok. Met de single Til lillebror wist ze de Noorse hitlijsten te behalen voor de eerste keer in 2022. In oktober 2023 bracht Norwich haar debuut ep Fra hjertet til hodet og ut uit. Norwich werd in januari 2024 aangekondigd als een van de kandidaten van Norsk Melodi Grand Prix 2024, waar ze samen met Super Rob en het nummer My AI. Het duo behaalde de finale waar ze op de derde plaats eindigden. Na het liedjesfestijn behaalde het nummer My AI de Noorse hitlijsten.

## Discografie

### Ep's
2023: Fra hjertet til hodet og ut

### Singles
- 2016: Shadow
- 2017: Ballerina
- 2017: Running Out
- 2020: Come Back to Me (met Fool the Fox)
- 2021: Sekunder (met Erik)
- 2021: Til lillebror
- 2021: Ta mæ tebake
- 2021: Some More (met SFRNG)
- 2023: Ærlig
- 2023: Tankebibliothek
- 2023: Aldri helt bra, men bedre
- 2023: Snehvit
- 2023: Usynlig
- 2024: My AI (met Super Rob)
- 2024: Fuck deg (met PandaPanda)
- 2024: E det min feil?
- 2024: For godt te å være sant
- 2024: I et anna liv